# Jürgen Peters (Gewerkschaftsfunktionär)

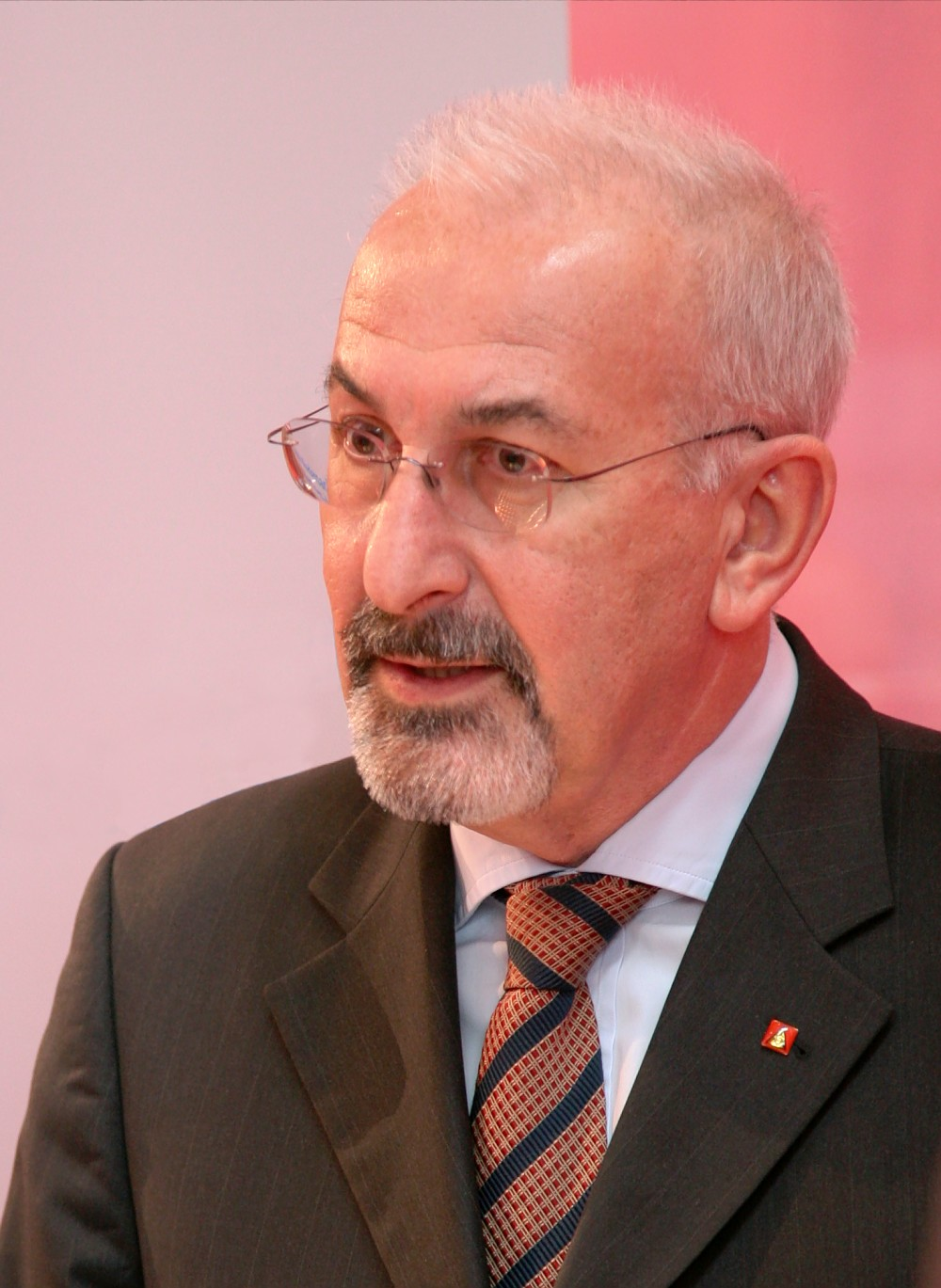
Jürgen Peters

Jürgen Peters (* 17. März 1944 in Bolko, Provinz Oberschlesien) ist ein deutscher Gewerkschaftsfunktionär. Er war von 2003 bis 2007 Vorsitzender der IG Metall.

## Ausbildung
Peters besuchte in den Jahren 1950 bis 1955 die Volksschule in Hannover und von 1955 bis 1961 die Realschule. In den Jahren 1961 bis 1964 wurde er bei der Rheinstahl Hanomag AG in Hannover zum Maschinenschlosser ausgebildet und besuchte während seiner Lehrzeit die Berufsaufbauschule. In seinem ersten Ausbildungsjahr trat er auch der IG Metall bei. Von 1964 bis 1968 war er bei der Rheinstahl Hanomag AG als Maschinenschlosser beschäftigt. Anschließend besuchte er von 1968 bis 1969 die Akademie der Arbeit in Frankfurt am Main.

## Gewerkschafter
Peters war als Jugendvertreter bei Hanomag und in der IG Metall-Betriebsjugendgruppe aktiv. Auf der Ebene der Verwaltungsstelle Hannover wurde er Mitte der 1960er Jahre in einer Kampfkandidatur gegen seinen späteren Mitstreiter Hasso Düvel Vorsitzender des Ortsjugendausschusses der IG Metall Hannover. Peters engagierte sich in der Bildungsarbeit und arbeitete im Anschluss an seine Zeit auf der Akademie der Arbeit als Referent in der Jugendbildungsstätte in Usseln. Am 1. April 1969 wurde Peters Lehrerassistent in der IG Metall Bildungsstätte Lohr, wo er vom 1. April 1971 auch als Lehrer tätig war.
Zum 21. April 1976 wechselte er in den Vorstand der IG Metall in das Zweigbüro Düsseldorf. Das Ansinnen einiger Delegierter ihn im Jahr 1986 zum geschäftsführenden Vorstandsmitglied zu wählen, lehnte er auf dem Gewerkschaftstag in Hamburg ab. In den Jahren 1988 bis 1998 war er Bezirksleiter des Bezirks Hannover und von 1998 bis 2003 Zweiter Vorsitzender der IG Metall. Peters war dabei nicht der Wunschkandidat des damaligen Ersten Vorsitzenden, Klaus Zwickel, der seinerseits den Kassierer Bertin Eichler präferierte, für den jedoch bereits bei der Nominierung keine ausreichende Mehrheit gefunden werden konnte. Nach einem Machtkampf mit Berthold Huber wurde Peters schließlich am 31. August 2003 zum Ersten Vorsitzenden der IG Metall gewählt. Huber wurde sein Stellvertreter. Auf dem Gewerkschaftstag 2007 folgte ihm Huber im Amt des Ersten Vorsitzenden, nachdem Peters auf eine erneute Kandidatur verzichtet hatte.

## Weitere Mandate
Am 1. Mai 2010 legte Peters sein Aufsichtsratsmandat beim Automobilkonzern Volkswagen AG nieder. Seinen Posten übernahm Berthold Huber.
Auch beim Stahlkonzern Salzgitter AG sitzt er seit August 2011 nicht mehr im Aufsichtsrat.

## Politische Betätigung
Jürgen Peters ist Mitglied der SPD.

## Privat
Jürgen Peters ist seit 2003 mit Edith Großpietsch, einer ehemaligen Bildungsreferentin der IG Metall, verheiratet.